# Estibeaux
Estibeaux (gaskonsko Estivaus) je naselje in občina v francoskem departmaju Landes regije Akvitanije. Naselje je leta 2011 imelo 663 prebivalcev.

## Geografija
Kraj leži v pokrajini Gaskonji 18 km jugovzhodno od Daxa.

## Uprava
Občina Estibeaux skupaj s sosednjimi občinami Cagnotte, Gaas, Habas, Labatut, Mimbaste, Misson, Mouscardès, Ossages, Pouillon in Tilh sestavlja kanton Pouillon s sedežem v Pouillonu. Kanton je sestavni del okrožja Dax.

## Zanimivosti
- cerkev sv. Jakoba,
- arena Estibeaux.